# Charles Kemball
Charles Kemball PRSE FRS FRSC FRIC (Edimburgo, 27 de março de 1923 — Whitekirk and Tyninghame, 4 de setembro de 1998) foi um químico escocês.
Foi presidente do Royal Institute of Chemistry (1974-1976) e também da Sociedade Real de Edimburgo (1988–1991). Foi professor de físico-química e química inorgânica da Queen's University of Belfast (1954–1966) e professor de química da Universidade de Edimburgo (1966–1987).